# Päpstliche Universität Auxilium
Die Päpstliche Universität Auxilium (ital.: Pontificia facoltà di scienze dell’educazione Auxilium, kurz: „Auxilium“) ist eine 1970 gegründete vom italienischen Staat anerkannte Universität päpstlichen Rechts mit Sitz in Rom.
Die Hochschule wurde 1970 in Turin gegründet. Vorläufer war ein 1954 von der Ordensgemeinschaft der Don-Bosco-Schwestern gegründetes Internationales Höheres Institut für Pädagogik und Religionswissenschaften. 1955 wurde die Internationale Schule für Sozialarbeit der Don-Bosco-Schwestern eingegliedert. 1956 erhielten beide Institutionen die Anerkennung der Kongregation für das Katholische Bildungswesen. 1966 erfolgte durch ein Dekret des Heiligen Stuhls die Aufnahme in die Salesianische Päpstliche Universität (später Päpstliche Universität der Salesianer). 1970 wurde die Hochschule als päpstliche Fakultät für Erziehungswissenschaften eigenständig und verlegte 1978 mit dem Namenszusatz „Auxilium“ den Sitz nach Rom.
Die Universität fokussiert auf die Aus- und Weiterbildung im Bereich der Bildung- und Erziehungswissenschaften mit Bachelor- und Masterstudiengänge wie:
- Lehramtsstudium
- Religionspädagogik
- Psychologische Entwicklungs- und Bildungswissenschaften
- Planung und Management von Schul- und Bildungsdienstleistungen
- Planung und Koordination von Sozial- und Bildungsdiensten
- Jugendpastoral und Katechetik
- Pädagogik und Didaktik der Religion
- Pädagogische Psychologie

Der Sitz der Hochschule ist in der Via Cremolino, 141, 00166 Roma.